# فرانک رابینسون
فرانک رابینسون (انگلیسی: Franks Robinson؛ ۱۸۸۶ – ۵ نوامبر ۱۹۴۹) بازیکن هاکی روی چمن اهل جمهوری ایرلند بود.
وی همچنین برندهٔ جوایزی همچون مدال صلیب پرواز ممتاز (بریتانیا) شده‌است.